# Любиця (притока Слатини)
Любіца (словац. Ľubica) — річка в Словаччині; права притока Слатини довжиною 8.6 км. Протікає в округах Детва і Зволен.
Витікає в масиві Явор'є на висоті 920 метрів. Протікає територією сіл Вигляшська Гута-Калинка і  Зволенска Слатіна.
Впадає у Слатину на висоті 325 метра.